# Euridice (figlia di Adrasto)
Euridice (in greco antico Εὐρυδίκη) o Leucippe è una figura della mitologia greca. Fu regina di Troia.

## Mitologia
Figlia di Adrasto, sposò Ilo (il re di Troia) e dalla loro unione nacque Laomedonte. 

Euridice è anche la probabile madre di Temiste e Telecleia (Τηλέκλεια).